# NKベリシュチェ
NKベリシュチェ（NK Belišće）は、クロアチアのオシエク＝バラニャ郡ベリシュチェをホームタウンとするサッカークラブである。

## 歴史
1919年秋にBŠKとして創設された。1946年にFDプロレテル・ベリシュチェ (FD Proleter Belišće) の名前でクロアチア社会主義共和国選手権の決勝ラウンドに進出した。1960年にNKベリシュチェ (Nogometni klub Belišće) に改称された。
クロアチア独立後は1992年から1995年までプルヴァHNLに所属し、最高順位は12位であった。当時の著名な選手にはドマゴイ・ヴィダの父親で、1993-94シーズンに得点ランキング3位の26得点を記録したルディカ・ヴィダがいる。
2006年にドルガHNL・北地域で優勝したが、プルヴァHNLのライセンスを取得できなかったため、南地域で優勝したHNKシベニクとの昇格プレーオフは行われず、HNKシベニクがプルヴァHNLに自動昇格した。

## 獲得タイトル
- ドルガHNL：1回
  - 2005-06

## 歴代所属選手
- ダニエル・プラニッチ 2001-2002
- マテイ・イェリッチ 2007-2008